# Nissan Formula E Team
A Nissan Formula E Team é uma equipe japonesa de automobilismo que está sediada em Le Mans, França e é de propriedade da Nissan. A equipe atualmente compete no Campeonato Mundial de Fórmula E da FIA, uma categoria de corridas para monopostos elétricos.

## História

### Formação
Esta equipe foi criada sob o nome e.dams, por Jean-Paul Driot (cofundador da equipe DAMS) em colaboração com Alain Prost para disputar a temporada inaugural da Fórmula E. Com a equipe disputando a categoria sob uma licença francesa e oficialmente denominada Team e.dams Renault (2014–15) e Renault e.dams (2015–16 a 2017–18), devido a uma parceria com a Renault, que fornecia trens de força para a equipe.
Esta foi a fase de maior sucesso da equipe e.dams, que conquistou o Campeonato de Equipes nas três primeiras temporadas e o Campeonato de Pilotos na temporada de 2015-16, com Sébastien Buemi.

### Nissan e.dams

Logotipo da equipe na época de sua parceria com a e.dams

Em outubro de 2017, a Renault anunciou sua retirada da competição no final da temporada de 2017–18. A montadora francesa citou o desejo de se concentrar em seu programa de Fórmula 1 como motivo para deixar a Fórmula E. Entretanto, a Renault foi substituída por sua parceira, a Nissan, que concordou em fazer com que a equipe francesa comandasse seu esquadrão de Fórmula E para a temporada de 2018–19. Com a equipe continuando a competir na categoria sob uma licença francesa e sendo renomeada para Nissan e.dams. Com isso, a Nissan tornou-se na primeira fabricante japonesa de automóveis a participar na categoria de monopostos elétricos.

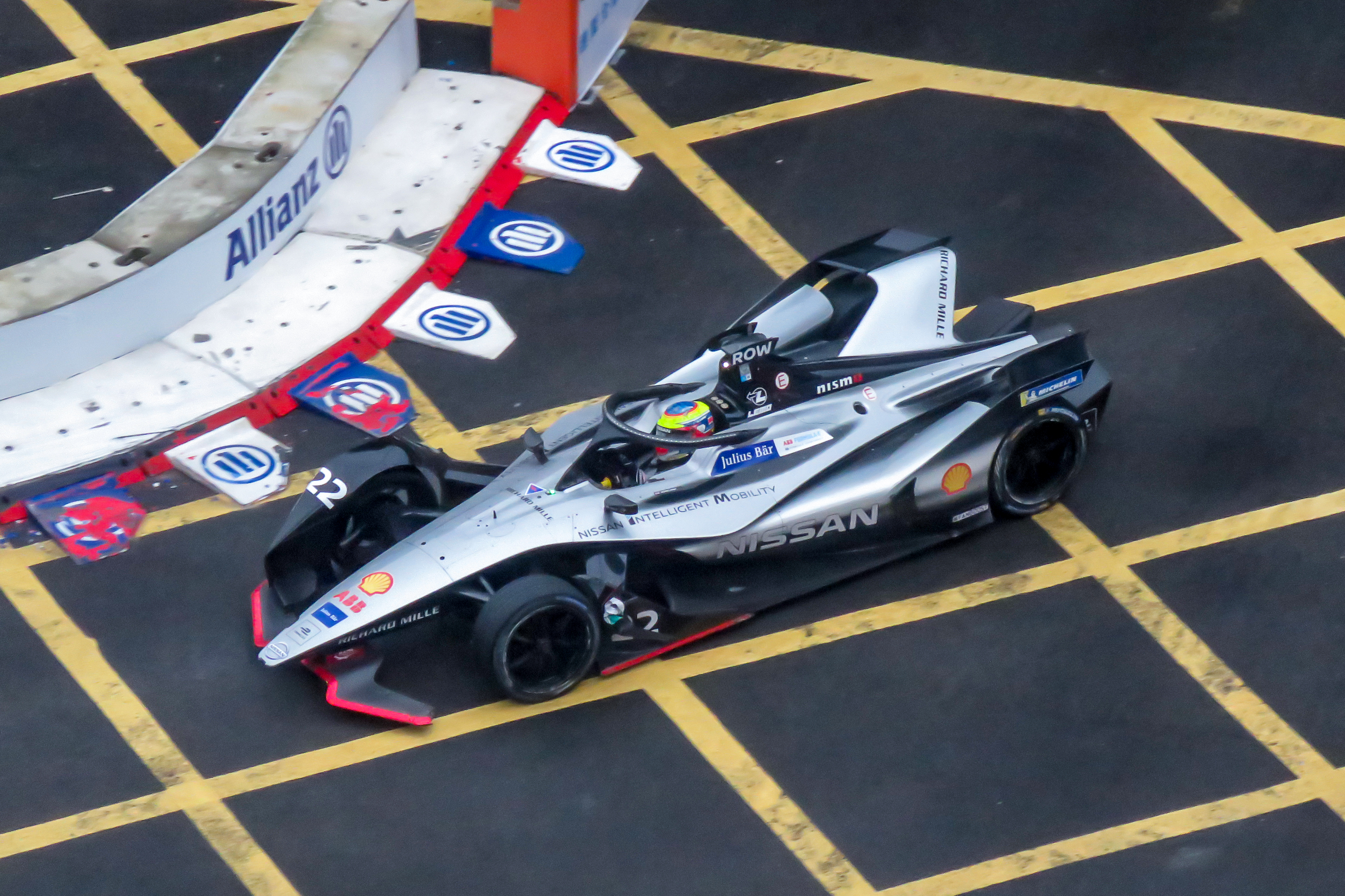
Oliver Rowland pilotando pela Nissan e.dams em 2019.

Em abril de 2018, Jean-Paul Driot, um dos donos da e.dams, anunciou que havia comprado todas as ações da equipe que pertenciam ao seu antigo parceiro, Alain Prost, que deixou a Fórmula E para concentrar seu tempo e energia com a equipe Renault na Fórmula 1. Em setembro do mesmo ano, foi anunciado que a Nissan havia comprado uma participação na e.dams, com a montadora japonesa ocupando o lugar deixado por Prost e se tornando parte do corpo diretivo da equipe ao lado de seu fundador, Driot.
Para a primeira temporada sob a bandeira da Nissan, a equipe originalmente contratou Alexander Albon como parceiro de Buemi. No entanto, em 26 de novembro de 2018, Albon foi dispensado de seu contrato com a Nissan e.dams para disputar a temporada de Fórmula 1 de 2019 com a equipe Toro Rosso. Quatro dias depois, a equipe contratou Oliver Rowland, que correu pela equipe DAMS no Campeonato de Fórmula 2 da FIA de 2017. Como é tradicional nas equipes de fábrica da Nissan, os números dos seus carros são 22 e 23, já que os números 2 e 3 são pronunciados "ni" e "san" em japonês.
No entanto, sob a parceria com a e.dams, a Nissan não conseguiu vencer nenhum campeonato. Seu primeiro trem de força chamado Nissan IM01 provou ser controverso, já que a e.dams foi a única equipe a usar uma configuração de motor duplo, tendo conquistado seis poles positions com este trem de força. Isso acabou sendo proibido nos regulamentos técnicos para a temporada de 2019–20. Apesar de ter sido forçada pelas regras a alterar significativamente o projeto do seu trem de força, a Nissan e.dams melhorou na temporada de 2019–20, impactada pela COVID-19, terminando em segundo no Campeonato de Equipes, ao invés do quarto lugar da temporada anterior. Porém, a equipe alcançou resultados decepcionantes nas duas temporadas seguintes, com um décimo lugar na temporada de 2020–21 e, uma nona posição na temporada de 2021–22.

### Nissan Formula E Team

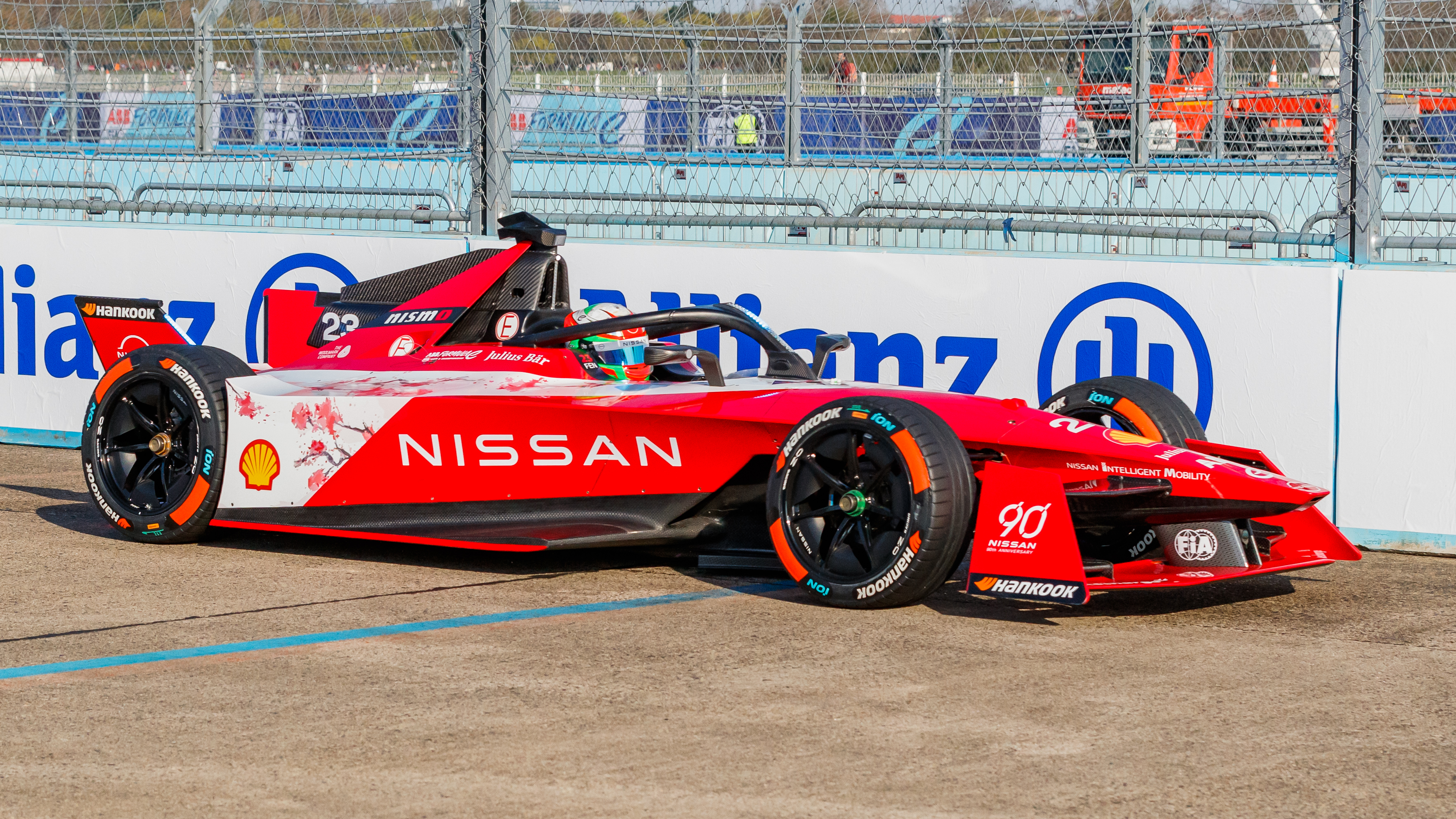
Sacha Fenestraz no ePrix de Berlim de 2023.

Após a morte de Driot aos 68 anos de idade, em agosto de 2019, seus dois filhos, Olivier e Gregory Driot, assumiram como codiretores da equipe, até que o ex-piloto de Fórmula 1 Charles Pic comprou a DAMS em fevereiro de 2022. Porém, eles mantiveram o controle majoritário da equipe de Fórmula E, a e.dams, até o mês de abril, quando ela foi totalmente adquirida pela Nissan e rebatizada para Nissan Formula E Team para a disputa da temporada de 2022–23, quando também passou a competir sob uma licença japonesa.
Em junho de 2022, foi anunciado que a Nissan passaria a fornecer trens de força para a equipe McLaren Formula E Team a partir da temporada de 2022–23.
Para a disputa de sua primeira temporada como equipe oficial de fábrica, a Nissan contratou os pilotos Norman Nato e Sacha Fenestraz. Para a temporada de 2022–23, a equipe trouxe Oliver Rowland de volta para ocupar a vaga deixada por Nato.

## Resultados
(legenda) (resultados em negrito indicam pole position; resultados em itálico indicam volta mais rápida)
| 2018–19 | Nissan e.dams         | Spark SRT05e | Nissan IM01             | M |    |                    | DAR | MAR | SAN | MEX | HKG | SNY | ROM | PAR | MON | BER | SUI | NIQ | NIQ |     |     |     |  | 190 | 4°  |
| 2018–19 | Nissan e.dams         | Spark SRT05e | Nissan IM01             | M | 22 | Oliver Rowland     | 7   | 15  | Ret | 20† | Ret | 2   | 6   | 12  | 2   | 8   | Ret | 14  | 6   |     |     |     |  | 190 | 4°  |
| 2018–19 | Nissan e.dams         | Spark SRT05e | Nissan IM01             | M | 23 | Sébastien Buemi    | 6   | 8   | Ret | 21† | Ret | 8   | 5   | 15  | 5   | 2   | 3   | 1   | 3   |     |     |     |  | 190 | 4°  |
| 2019–20 | Nissan e.dams         | Spark SRT05e | Nissan IM02             | M |    |                    | DAR | DAR | SAN | MEX | MAR | BER | BER | BER | BER | BER | BER |     |     |     |     |     |  | 167 | 2°  |
| 2019–20 | Nissan e.dams         | Spark SRT05e | Nissan IM02             | M | 22 | Oliver Rowland     | 4   | 5   | 17  | 7   | 9   | 14  | 7   | 6   | 5   | 1   | Ret |     |     |     |     |     |  | 167 | 2°  |
| 2019–20 | Nissan e.dams         | Spark SRT05e | Nissan IM02             | M | 23 | Sébastien Buemi    | Ret | 12  | 13  | 3   | 4   | 7   | 2G  | 11  | 3   | 10  | 3G  |     |     |     |     |     |  | 167 | 2°  |
| 2020–21 | Nissan e.dams         | Spark SRT05e | Nissan IM02 Nissan IM03 | M |    |                    | DAR | DAR | ROM | ROM | VAL | VAL | MON | PUE | PUE | NIO | NIO | LON | LON | BER | BER |     |  | 97  | 10° |
| 2020–21 | Nissan e.dams         | Spark SRT05e | Nissan IM02 Nissan IM03 | M | 22 | Oliver Rowland     | 6   | 7   | 12G | 16  | DSQ | 4   | 6   | DSQ | 3   | 7   | 19  | DSQ | 18  | 13  | 2   |     |  | 97  | 10° |
| 2020–21 | Nissan e.dams         | Spark SRT05e | Nissan IM02 Nissan IM03 | M | 23 | Sébastien Buemi    | 13  | Ret | 5   | 10  | Ret | 11  | 11  | DSQ | 14  | 6G  | 15  | DSQ | 13  | 11  | 14  |     |  | 97  | 10° |
| 2021–22 | Nissan e.dams         | Spark SRT05e | Nissan IM03             | M |    |                    | DAR | DAR | MEX | ROM | ROM | MON | BER | BER | JAC | MAR | NIO | NIO | LON | LON | SEU | SEU |  | 36  | 9°  |
| 2021–22 | Nissan e.dams         | Spark SRT05e | Nissan IM03             | M | 22 | Maximilian Günther | 12  | 14  | 9   | Ret | 11  | 17  | 18  | 16  | 14  | Ret | 12  | DSQ | 8   | 15  | 11  | Ret |  | 36  | 9°  |
| 2021–22 | Nissan e.dams         | Spark SRT05e | Nissan IM03             | M | 23 | Sébastien Buemi    | 17  | 13  | 8   | 16  | 9   | 8   | 14  | 14  | 11  | 16  | 5   | 13  | 11  | 6   | Ret | 9   |  | 36  | 9°  |
| 2022–23 | Nissan Formula E Team | Spark Gen3   | Nissan e-4ORCE 04       | H |    |                    | MEX | DAR | DAR | HAI | CCB | SPL | BER | BER | MON | JAC | JAC | PRT | ROM | ROM | LON | LON |  | 95  | 7°  |
| 2022–23 | Nissan Formula E Team | Spark Gen3   | Nissan e-4ORCE 04       | H | 17 | Norman Nato        | Ret | 12  | 14  | 7   | 8   | Ret | 13  | 16  | 18  | 12  | 5   | 9   | 7   | 2   | 8   | 4   |  | 95  | 7°  |
| 2022–23 | Nissan Formula E Team | Spark Gen3   | Nissan e-4ORCE 04       | H | 23 | Sacha Fenestraz    | 15  | 17  | 8   | 12  | NC  | Ret | 12  | 11  | 4   | 19  | 4   | 15  | 10  | 16  | Ret | 15  |  | 95  | 7°  |
| 2023–24 | Nissan Formula E Team | Spark Gen3   | Nissan e-4ORCE 04       | H |    |                    | MEX | DAR | DAR | SPL | TOQ | MIS | MIS | MON | BER | BER | XAN | XAN | PRT | PRT | LON | LON |  | 182 | 4°  |
| 2023–24 | Nissan Formula E Team | Spark Gen3   | Nissan e-4ORCE 04       | H | 22 | Oliver Rowland     | 11  | 13  | 3   | 3   | 2   | 1   | Ret | 6   | 3   | 3   | 4   | 10  |     |     | 15  | 1   |  | 182 | 4°  |
| 2023–24 | Nissan Formula E Team | Spark Gen3   | Nissan e-4ORCE 04       | H | 22 | Caio Collet        |     |     |     |     |     |     |     |     |     |     |     |     | 18  | 16  |     |     |  | 182 | 4°  |
| 2023–24 | Nissan Formula E Team | Spark Gen3   | Nissan e-4ORCE 04       | H | 23 | Sacha Fenestraz    | 12  | Ret | 6   | 11  | 11  | 9   | 5   | 8   | 9   | Ret | 11  | 14  | 15  | 18  | 14  | 15  |  | 182 | 4°  |
| 2024–25 | Nissan Formula E Team | Spark Gen3   | Nissan e-4ORCE 05       | H |    |                    | SPL | MEX | GID | GID | MIA | MON | MON | TOQ | TOQ | XAN | XAN | JAC | BER | BER | LON | LON |  | 0*  | °*  |
| 2024–25 | Nissan Formula E Team | Spark Gen3   | Nissan e-4ORCE 05       | H | 17 | Norman Nato        |     |     |     |     |     |     |     |     |     |     |     |     |     |     |     |     |  | 0*  | °*  |
| 2024–25 | Nissan Formula E Team | Spark Gen3   | Nissan e-4ORCE 05       | H | 23 | Oliver Rowland     |     |     |     |     |     |     |     |     |     |     |     |     |     |     |     |     |  | 0*  | °*  |

Notas
* Temporada ainda em andamento.
† – O piloto não terminou o ePrix, mas foi classificado por ter completado 90% da corrida.
G – Volta mais rápida na fase de grupos da classificação.

### Outras equipes fornecidas pela Nissan
| Ano     | Equipe                      | Chassi     | Trem de força     | Pneu | N.° | Pilotos        | Ponto | Pos. | Fonte  |
| ------- | --------------------------- | ---------- | ----------------- | ---- | --- | -------------- | ----- | ---- | ------ |
| 2022–23 | NEOM McLaren Formula E Team | Spark Gen3 | Nissan e-4ORCE 04 | H    | 5   | Jake Hughes    | 88    | 8°   | [ 25 ] |
| 2022–23 | NEOM McLaren Formula E Team | Spark Gen3 | Nissan e-4ORCE 04 | H    | 58  | René Rast      | 88    | 8°   | [ 25 ] |
| 2023–24 | NEOM McLaren Formula E Team | Spark Gen3 | Nissan e-4ORCE 04 | H    | 5   | Jake Hughes    | 101   | 7°   | [ 25 ] |
| 2023–24 | NEOM McLaren Formula E Team | Spark Gen3 | Nissan e-4ORCE 04 | H    | 8   | Sam Bird       | 101   | 7°   | [ 25 ] |
| 2023–24 | NEOM McLaren Formula E Team | Spark Gen3 | Nissan e-4ORCE 04 | H    | 8   | Taylor Barnard | 101   | 7°   | [ 25 ] |
| 2024–25 | NEOM McLaren Formula E Team | Spark Gen3 | Nissan e-4ORCE 04 | H    | 5   | Taylor Barnard | *     | °*   | [ 25 ] |
| 2024–25 | NEOM McLaren Formula E Team | Spark Gen3 | Nissan e-4ORCE 04 | H    | 8   | Sam Bird       | *     | °*   | [ 25 ] |

Nota
* Temporada ainda em andamento.